# Engelse volksplantingen in Ierland

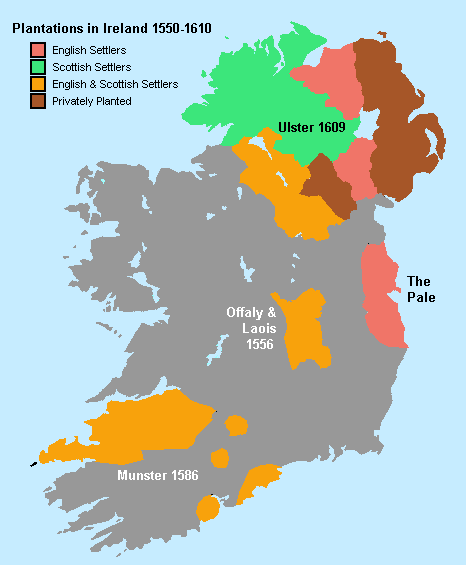
Ierland in 1609, met de belangrijkste volksplantingen en de nationaliteit van hun kolonisten

De Engelse volksplantingen in Ierland (Engels: Plantations of Ireland) behelzen een aantal pogingen van achtereenvolgende Engelse heersers in de 16e en 17e eeuw om hun greep op Ierland te verstevigen door het stichten van kolonies. Hierbij werden van het Engelse en Schotse vasteland duizenden voornamelijk protestantse kolonisten aangevoerd. Ze werden gevestigd op lokale grond die afgenomen was van, meest katholieke, edelen. De gevolgen van de volksplantingen, met name die van de grootste en succesvolste, de Ulster Volksplanting, zijn eeuwen na dato nog steeds merkbaar in het huidige (Noord)-Ierland en vormen een achtergrond voor the troubles.
De eerste volksplantingen vonden plaats op initiatief van het Huis Tudor die na hun herovering van het eiland het definitief in hun greep wilden krijgen. Door het eiland te pacificeren, te verengelsen en de heersende klasse op te nemen in de Engelse aristocratie wilden de Tudors ervoor zorgen dat Ierland een vredig en betrouwbaar bezit werd van de Engelse kroon. De volksplantingen vormden een belangrijk onderdeel van dit beleid. In de eerste helft van de 16e eeuw ontstonden twee vormen van volksplantingen.
De eerste volksplantingen waren nog kleinschalige door Engelse kolonisten opgezette voorbeeldkolonies, modelboerengemeenschappen op gepacht land met de bedoeling dat de Ieren dit model over zouden nemen. 
De latere, veel grotere volksplantingen zoals die van Munster en Ulster, brachten grootschalige confiscatie van het land van opstandige Ierse landeigenaren en de aanvoer van een groot aantal kolonisten uit Engeland, Schotland en Wales met zich mee.
Deze laatste vorm, en het bestraffende karakter ervan, onder meer dankzij zogenaamde Penal Laws, zouden de norm zetten voor het Engelse beleid ten opzichte van Ierland in de daaropvolgende eeuwen; in het geval van Penal Laws was de vestiging van kolonies mogelijk dankzij massale inbeslagname van land na opstand tegen de kroon.
De laatste officiële volksplantingen van staatswege, ofwel het vestigen van duizenden veteranen uit de Engelse Burgeroorlog, vonden al rond 1650 plaats onder het bewind van Cromwell. Niettemin bleef er tot in de 18e eeuw een stroom immigranten uit Engeland en het vasteland van Europa Ierland binnenkomen.
Door de volksplantingen ontstond er naast de Ierse, katholieke bewoners een grote gemeenschap van mensen met een Britse, protestantse achtergrond, hoewel ze een minderheid bleef ten opzichte van de katholieke bevolking. De Britse protestanten hadden naast deze demografische invloed ook een grote invloed op het bestuur. Zij vormden een nieuwe heersende klasse die de controle van de Londense overheid op het land versterkte. Ook het landschap en de economie van Ierland kregen door de volksplantingen een nieuw aanzien; een gesloten economie die gericht was op zelfvoorzienendheid veranderde in een meer open economie, die gericht was op intensieve commerciële landbouw en handel.